# Mohamed Traoré
Mohamed Traoré (* 17. května 1993, Conakry, Guinea) je bývalý guinejský fotbalový útočník. Začínal v menším klubu FC Touba v Conakry. Po kolapsu po zápase s Baníkem Ostrava v srpnu 2013 zaviněném srdeční příhodou musel ukončit svou profesionální kariéru.

## Klubová kariéra
Na soupisku A-mužstva Brna byl poprvé napsán v listopadu 2012 před zápasem se Spartou Praha. Během něj (11. listopadu) si také připsal ligový debut, když odehrál 10 minut utkání. Brno prohrálo venku 0:2. Na jaře 2013 působil na střídavý start v SK Líšeň (odehrál 1 zápas).
První ligový gól za Zbrojovku vstřelil 29. července 2013 v dohrávce 2. kola sezóny 2013/14 proti Bohemians 1905, podílel se na výrazné výhře Zbrojovky 5:1. 26. srpna 2013 po zápase s domácím Baníkem Ostrava (prohra 1:2) zkolaboval a následně se podrobil operaci srdce. Po ní již nemohl v profesionální kariéře pokračovat. Za Zbrojovku nastoupil celkem k 17 ligovým zápasům, vsítil 1 gól. Přibližně rok po srdeční příhodě začal hrát fotbal na krajské úrovni v celku AFK Tišnov.

### Klubové statistiky
Aktuální k 15. lednu 2013
| Sezona  | Klub                   | Soutěž               | Zápasy | Góly |
| ------- | ---------------------- | -------------------- | ------ | ---- |
| 2011/12 | FCM Aubervilliers      | CFA (4. liga)        | 5      | 0    |
| 2012/13 | FCM Aubervilliers      | CFA (4. liga)        | 2      | 0    |
|         | SK Líšeň               | Divize D             | 1      | 0    |
|         | FC Zbrojovka Brno jun. | Jun. liga            | 12     | 2    |
|         | FC Zbrojovka Brno      | Gambrinus liga       | 11     | 0    |
| 2013/14 | FC Zbrojovka Brno      | Gambrinus liga       | 6      | 1    |
| 2014/15 | AFK Tišnov             | 1. A třída j. Moravy | -      | -    |
|         | Celkem 1. liga         |                      | 17     | 1    |